# تپه کفشدوز شوقان
تپه کفشدوز شوقان مربوط به سده‌های میانه دوران‌های تاریخی پس از اسلام است و در شهرستان جاجرم، بخش جلگه شوقان، دهستان شوقان، حاشیه دشت، سرچشمه شوقان واقع شده و این اثر در تاریخ ۱۸ شهریور ۱۳۸۷ با شمارهٔ ثبت ۲۳۳۰۵ به‌عنوان یکی از آثار ملی ایران به ثبت رسیده است.